# وویوودکی دولنه
وویوودکی دولنه (به لاتین: Wojewódki Dolne) یک روستا در لهستان است که در گمینا بیلانه واقع شده‌است.